# Astatochroa
Astatochroa és un gènere de papallones nocturnes de la subfamília Drepaninae.

## Taxonomia
- Astatochroa fuscimargo (Warren, 1896)
- Astatochroa sulphurata (Warren, 1907)